# Дубинин, Виталий Иванович
Виталий Иванович Дубинин (1 января 1932, город Ирмино Донецкой области — 2014, город Ватутино Черкасской области) — украинский советский деятель, машинист шагающего экскаватора Звенигородского угольного разреза треста «Буруголь» Черкасской области. Депутат Верховного Совета СССР 6-8-го созывов.

## Биография
Родился в семье шахтера. Окончил семилетнюю школу и ремесленное училище в Сталинской области.
В 1947—1951 годах — помощник машиниста, машинист экскаватора на Звенигородщине.
В 1951—1955 годах — служба в Советской армии.
В 1955—1964 годах — машинист экскаватора Юрковского угольного разреза треста «Ватутинуголь» Черкасской области. Без отрыва от производства окончил вечернюю среднюю школу и вечернее горный техникум.
Член КПСС с 1963 года.
В 1964—1967 годах — машинист шагающего экскаватора Ватутинского шахтостройуправления Черкасской области. Ударник коммунистического труда.
С 1967 года — машинист шагающего экскаватора Звенигородского угольного разреза треста «Буруголь» Черкасской области.
Окончил заочно Московский горный институт и Высшую партийную школу при ЦК КПСС.
Потом — на пенсии в городе Ватутино Черкасской области. Умер в январе 2014 года.

## Награды
- орден Ленина
- орден «Знак Почета»
- медаль «За трудовую доблесть» (1960)
- медали
- значок «Отличник социалистического соревнования УССР»
- Почетный гражданин города Ватутино (22.08.2002)